# Lofostrof
Lofostrof (Lophostropheus) – rodzaj teropoda z grupy celofyzoidów (Coelophysoidea). Gatunek typowy rodzaju, Lophostropheus airelensis, został opisany w 1993 roku przez Cuny'ego i Galtona w oparciu o skamieniałości pochodzące z retyku-hettangu Normandii. Cuny i Galton zaklasyfikowali go do rodzaju Liliensternus. Niektórzy autorzy wspierali hipotezę o siostrzanych relacjach pomiędzy tymi gatunkami, podczas gdy inni wątpili w nią, niekiedy uważając L. airelensis za nomen dubium możliwe do przypisania jedynie do Coelophysoidea. W 2007 roku Ezcurra i Cuny stwierdzili, że cechy uznawane przez niektórych naukowców za łączące te dwa gatunki są szerzej rozprzestrzenione wśród celofyzoidów i przenieśli L. airelensis do odrębnego rodzaju Lophostropheus, który według przeprowadzonej przez nich analizy kladystycznej jest bliżej spokrewniony z Coelophysidae niż z L. liliensterni.